# Ringstand 58c

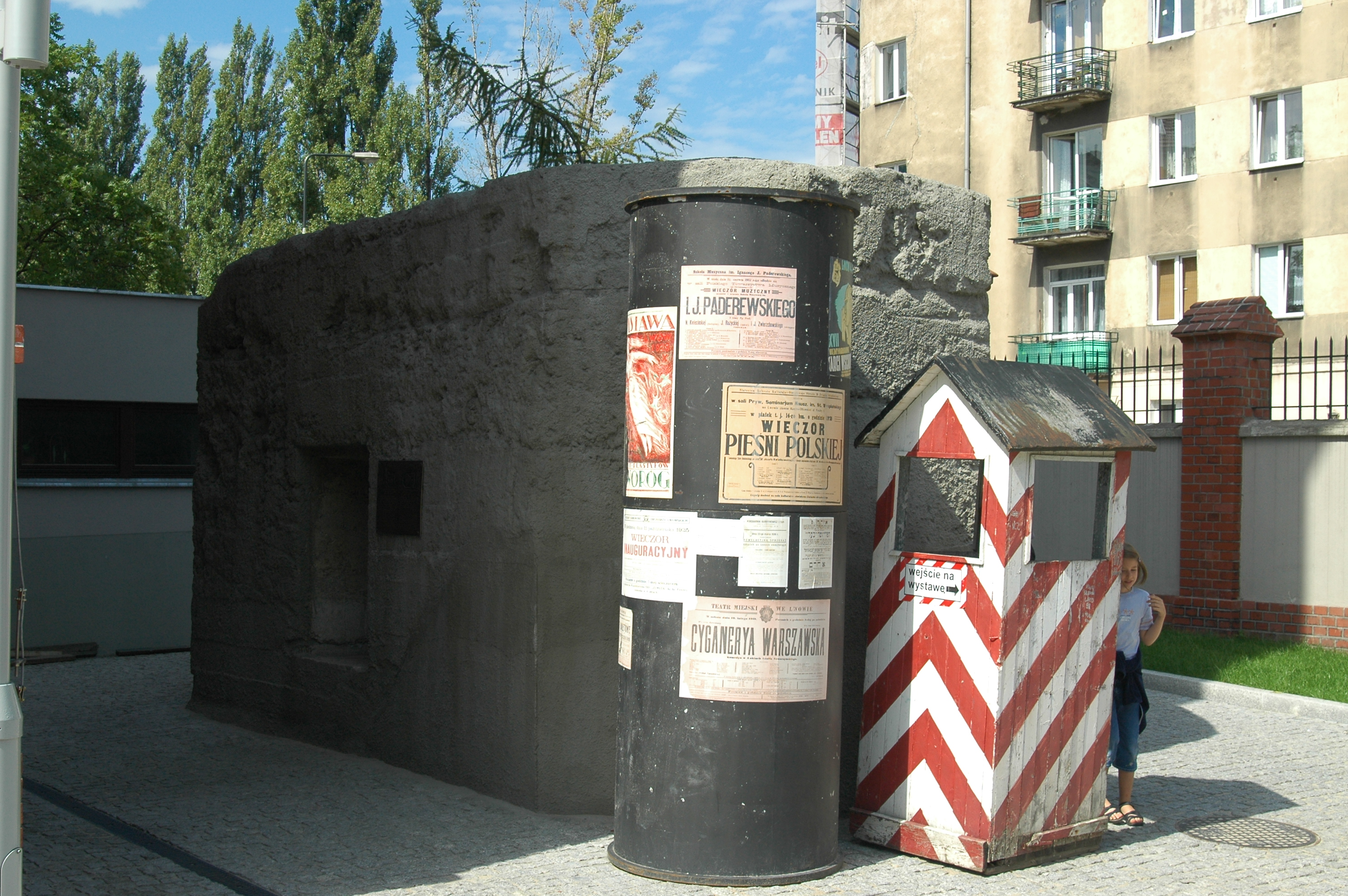
Tobruk w Muzeum Powstania Warszawskiego

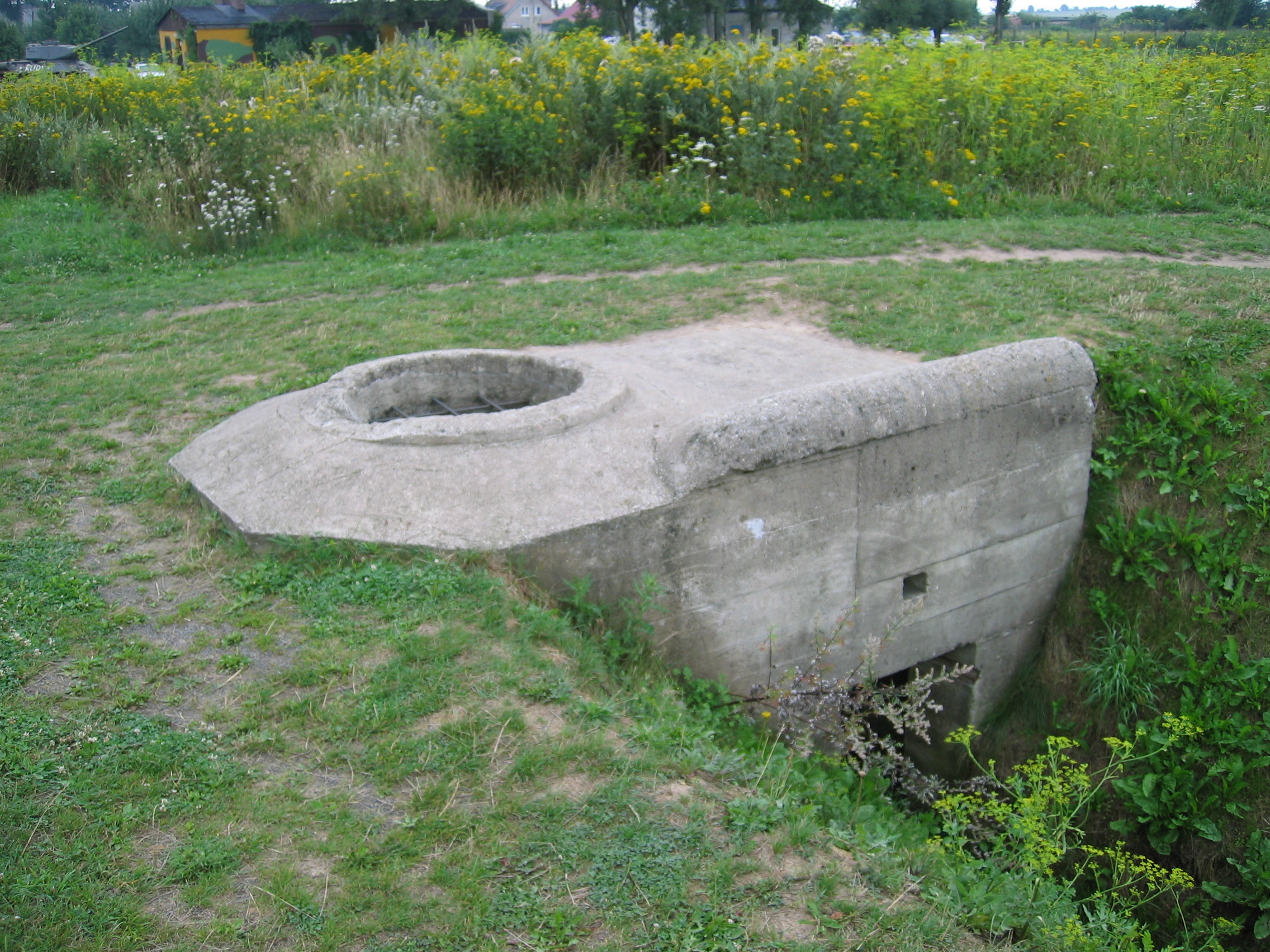
Regelbau 58c w Panzerwerk 717 na MRU, widoczny wykop prowadzący do wejścia

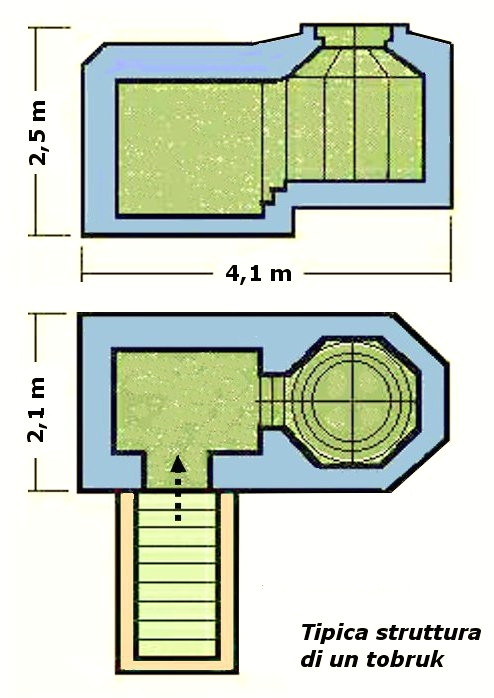
Przekroje przykładowego schronu

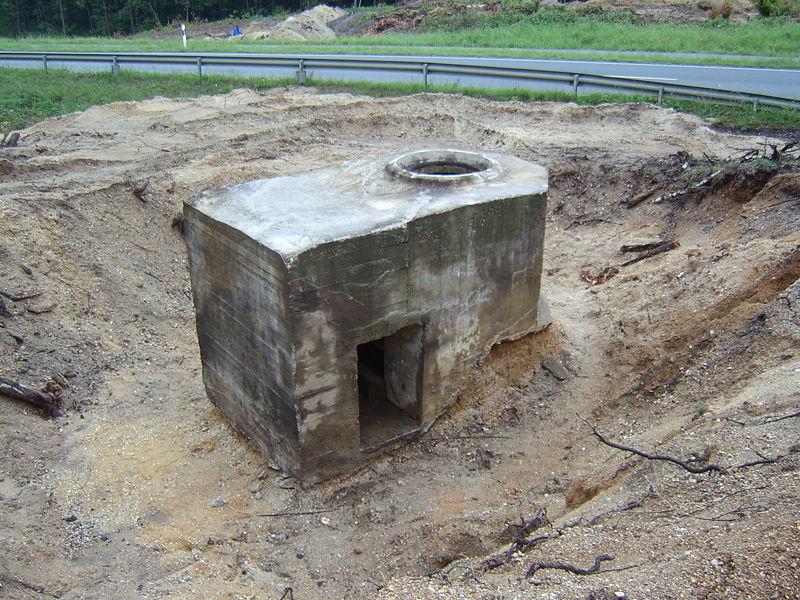
Odkopany schron na linii Zygfryda

Ringstand 58c (Ringstand Bauform 58c, Tobruk, Regelbau 58c) – niemiecki typ małego schronu bojowego wykonanego z żelbetu, przystosowanego do prowadzenia ognia okrężnego. Konstrukcja schronu oparta była na projekcie włoskiego schronu wykorzystywanego podczas walk o Tobruk w Afryce Północnej (zob. bitwa o Tobruk), stąd potoczna nazwa. Schrony Ringstand 58c były powszechnie stosowane przez Niemców, pierwsze z nich zbudowano na Wale Atlantyckim w 1942 roku.

## Historia i opis
Schron posiadał dwa przedziały: dolny, w którym znajdował się m.in. skład amunicji oraz górny, dostępny po kilku schodkach przedział bojowy, z otworem w stropie. Schron wkopany był w ziemię i ponad jej poziom wystawał jedynie strop przedziału bojowego z otworem do prowadzenia ognia. Wejście prowadziło przez boczny otwór w ścianie dolnego przedziału schronu, poprzez wykop. Załoga była zwykle dwuosobowa. Zaletą schronu były małe rozmiary, znacznie utrudniające jego wykrycie i zniszczenie. Także niskie koszty budowy i prosta konstrukcja w porównaniu do tradycyjnych schronów sprzyjały powszechnemu ich stosowaniu jako elementów fortyfikacji polowych i uzupełnienie fortyfikacji stałych (Wał Atlantycki, Wał Pomorski, MRU i inne).
Najczęstszym uzbrojeniem schronu był ukm: MG 34 lub MG 42. Strzelano wystawiając broń na dwójnogu na zewnątrz schronu. W niektórych przypadkach karabin umieszczano na zainstalowanej w górnym otworze stalowej obrotnicy, co pozwalało prowadzić pewny ogień praktycznie we wszystkich kierunkach. Strzelec w postawie bojowej stał na stopniach (podnóżkach) wmontowanych w ściany przedziału bojowego. W przypadku zagrożenia chował się we wnętrzu schronu.
Typowa konstrukcja o ścianach grubości 40 cm była często modyfikowana – montowano na niej stanowiska dla moździerzy a nawet wieże czołgowe. Spotyka się także odmiany forteczne o wzmocnionych ścianach.
W Polsce schrony te można spotkać m.in. w Warszawie, Pile, Wrocławiu, Toruniu, Wymysłowie koło Cierpic, Płocku, Lubrańcu, Sieradzu, Międzyrzeckim Rejonie Umocnionym, Wale Pomorskim, Chełmnie, na Wyżynie Krakowsko-Częstochowskiej (od Podlesic po Ryczów), w okolicach Bochni i Grudziądzu.

### Dane techniczne
- załoga: 1 lub 2 żołnierzy
- uzbrojenie: 1 km lub inne w zależności od wariantu
- grubość ścian: 40 cm lub 60 do 80 w odmianie fortecznej
- ilość betonu: 11 m³

## Tobruki w Warszawie
Tobruki w Warszawie zostały wybudowane pod koniec 1944 – stały się elementem umocnień Twierdzy Warszawa. Łańcuch takich umocnień otaczał praktycznie całe centrum miasta, dodatkowo schronami tymi zabezpieczano ważne obiekty w mieście. Z ogólnej liczby ok. 60 zachowało się w różnym stanie ponad 30 – głównie na Woli i Żoliborzu, z czego większość przy torach kolei obwodowej. Specyfika warszawskich schronów polega także na tym, że występują one w wersji fortecznej, o grubszych ścianach w przedziale bojowym (o grubości do 80 cm, pozostałe po 60 cm). Występują tu też unikatowe ringstandy z nadbudówką zapewniające dodatkową osłonę strzelcowi od góry oraz z trzech stron, ale ograniczające pole ostrzału (rejon Filtrów czy Dworca Zachodniego).
W 2015, w związku z remontem linii obwodowej, PKP uzyskały zgodę na rozbiórkę pięciu tobruków znajdujących się pomiędzy stacjami Warszawa Gdańska i Warszawa Zachodnia.

### Wybrane zachowane schrony w Warszawie
- Schron u zbiegu ulic Nowowiejskiej i al. Niepodległości[4].
- Jeden z warszawskich tobruków znajduje się obecnie w Muzeum Powstania Warszawskiego. Został tam przewieziony po demontażu z miejsca budowy parkingu u zbiegu ulic Mokotowskiej, Pięknej i Kruczej[4].
- W 2011 roku podczas modernizacji torowiska tramwajowego schron tego typu odkryto w północno-zachodniej części placu Zbawiciela. Pomimo planów jego przeniesienia, ze względu na koszt i czas potrzebny na taką operację, schron został pozostawiony na dotychczasowym miejscu[5].
- Dwa schrony w al. Wojska Polskiego na Żoliborzu (jeden z nadbudówką, drugi niemal całkowicie zasypany)

## Galeria

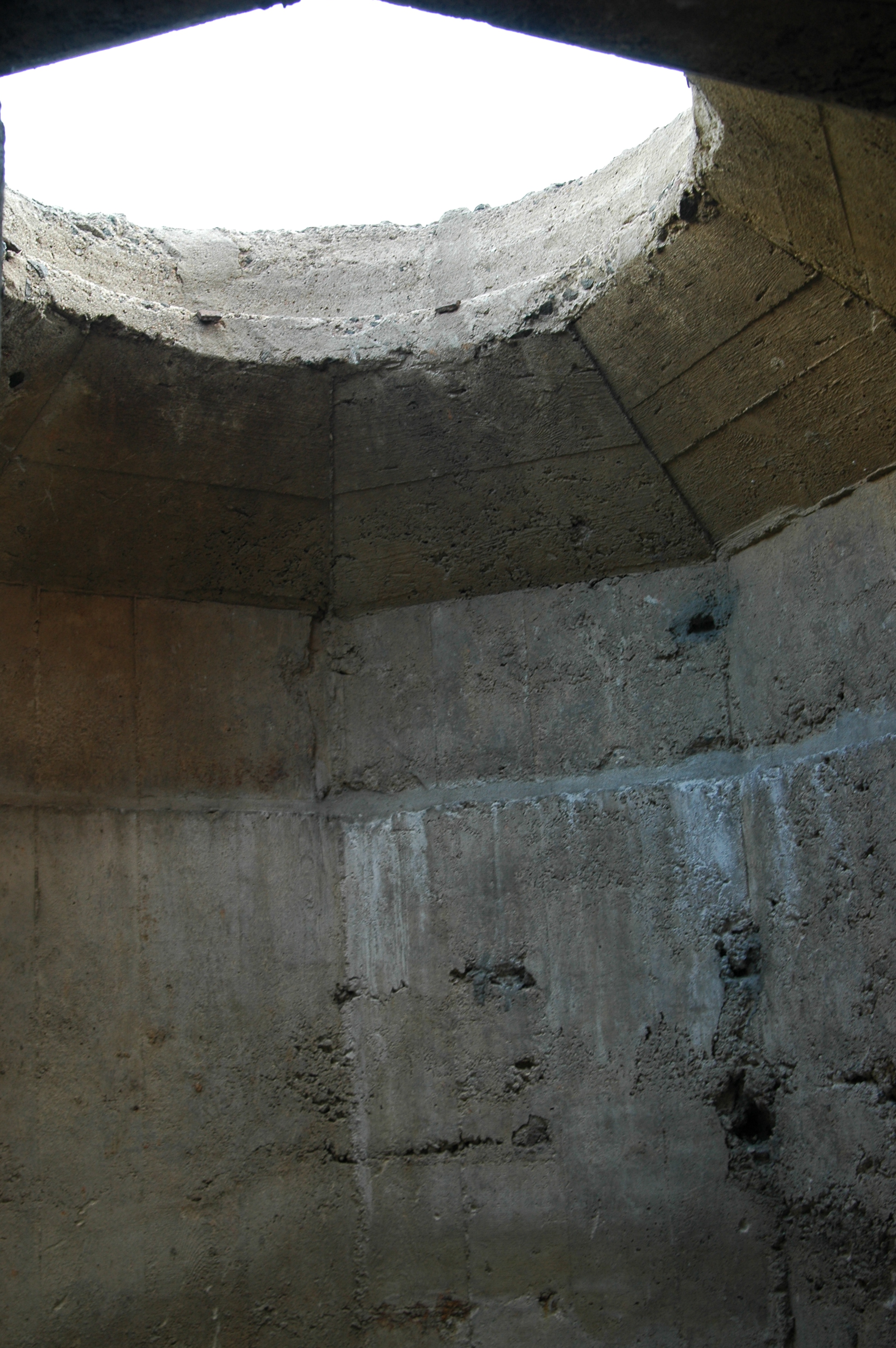
Wnętrze schronu
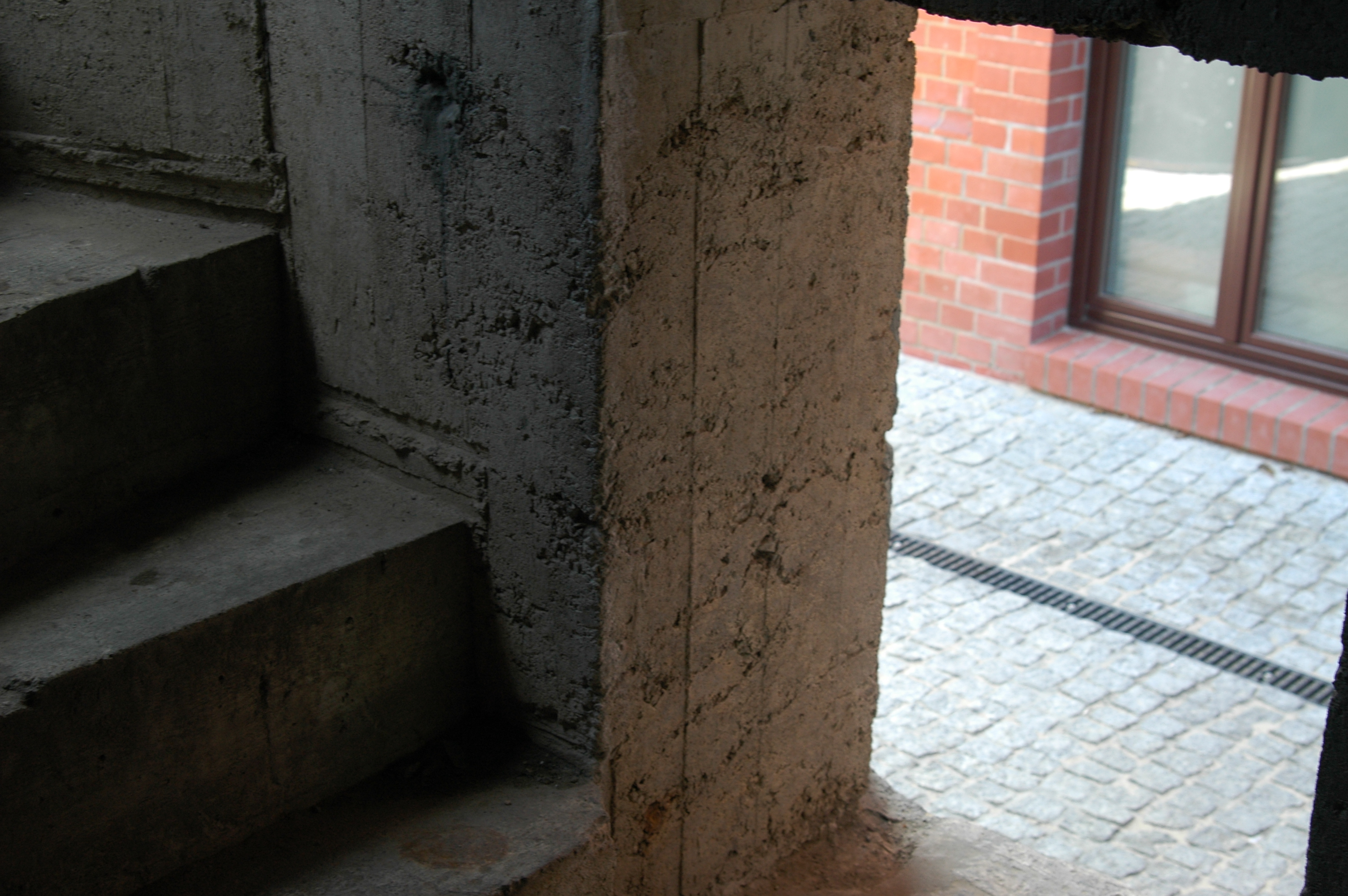
Wejście do schronu
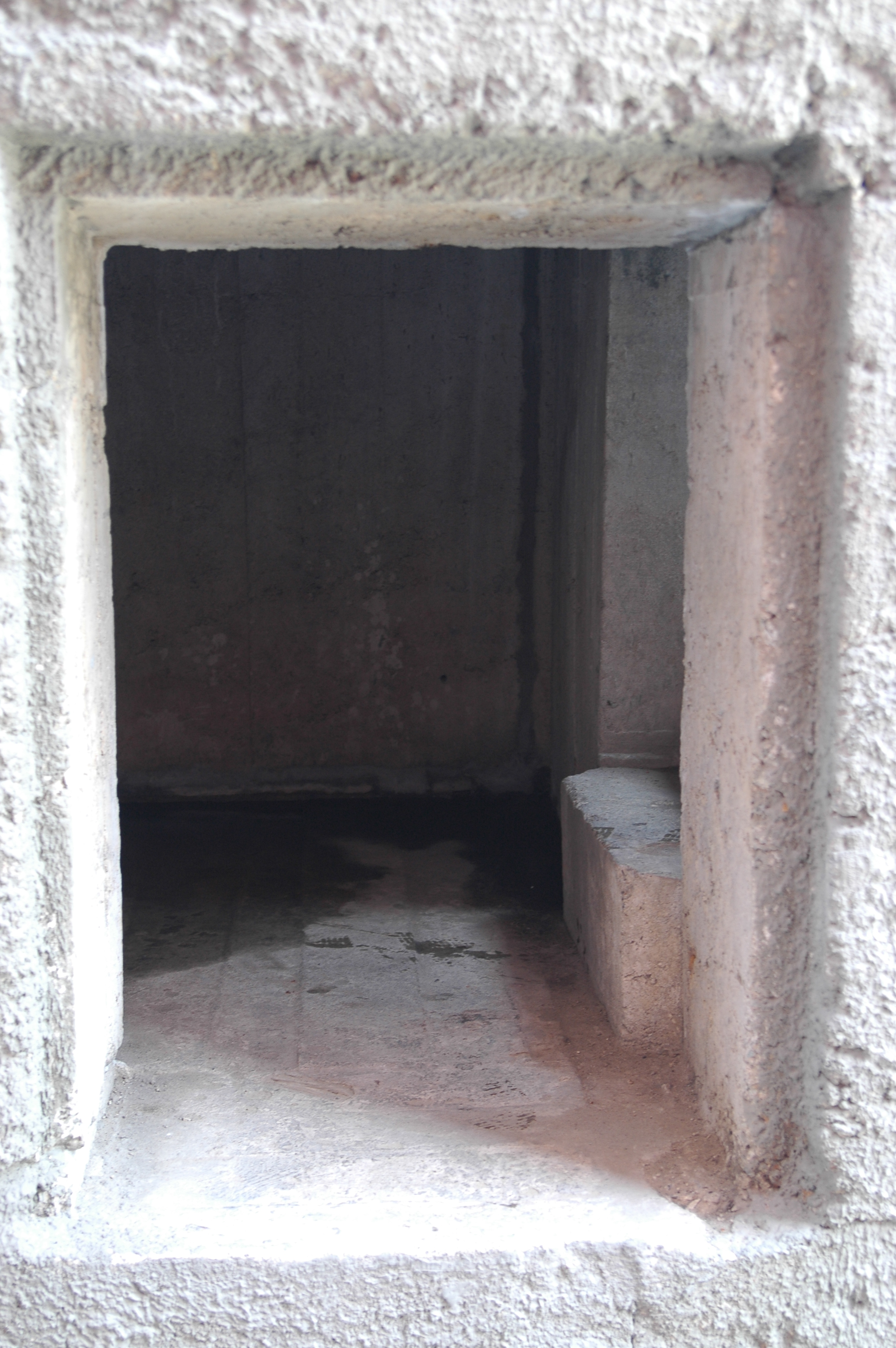
Otwór wejściowy
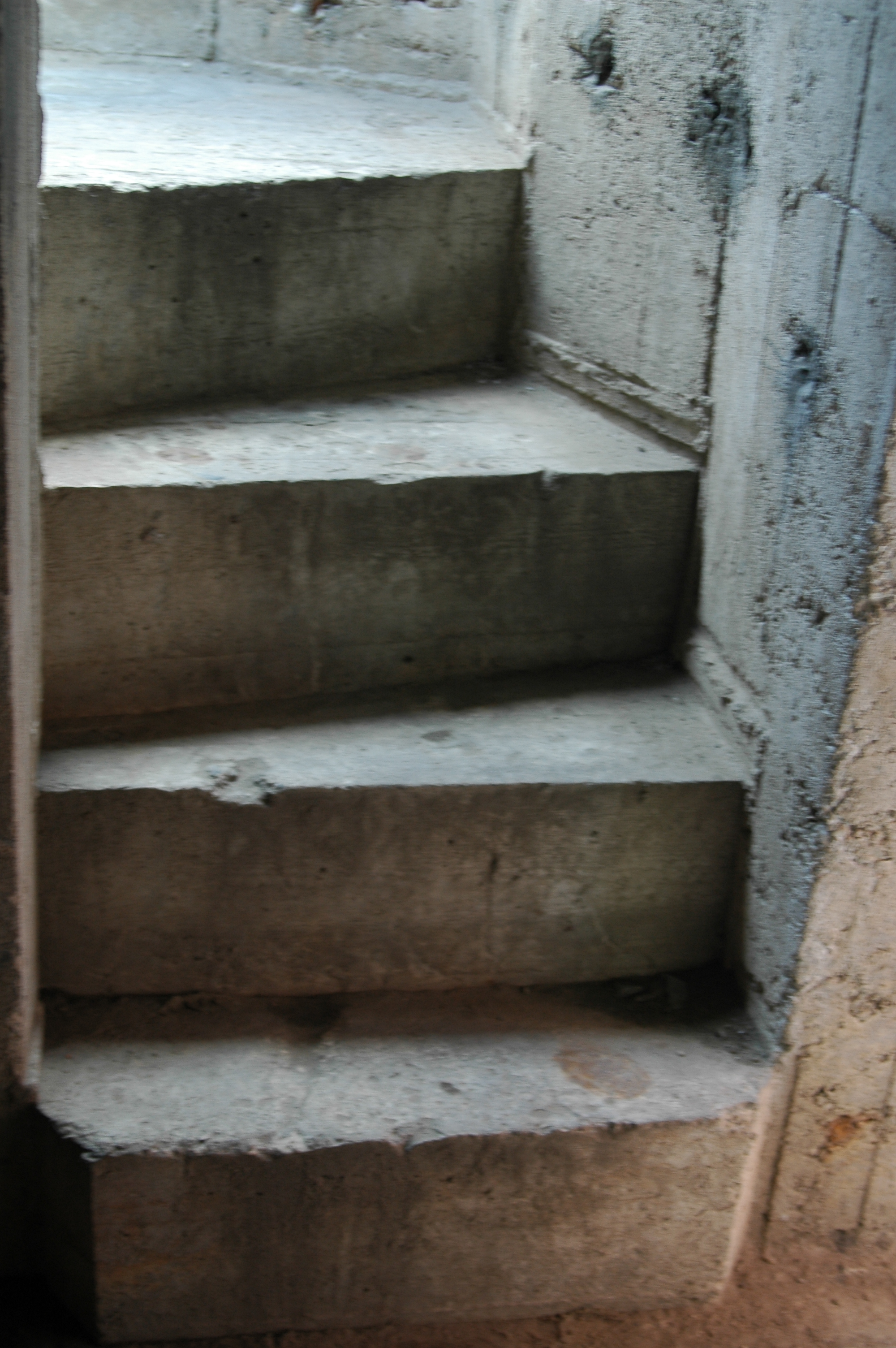
Schody do przedziału bojowego
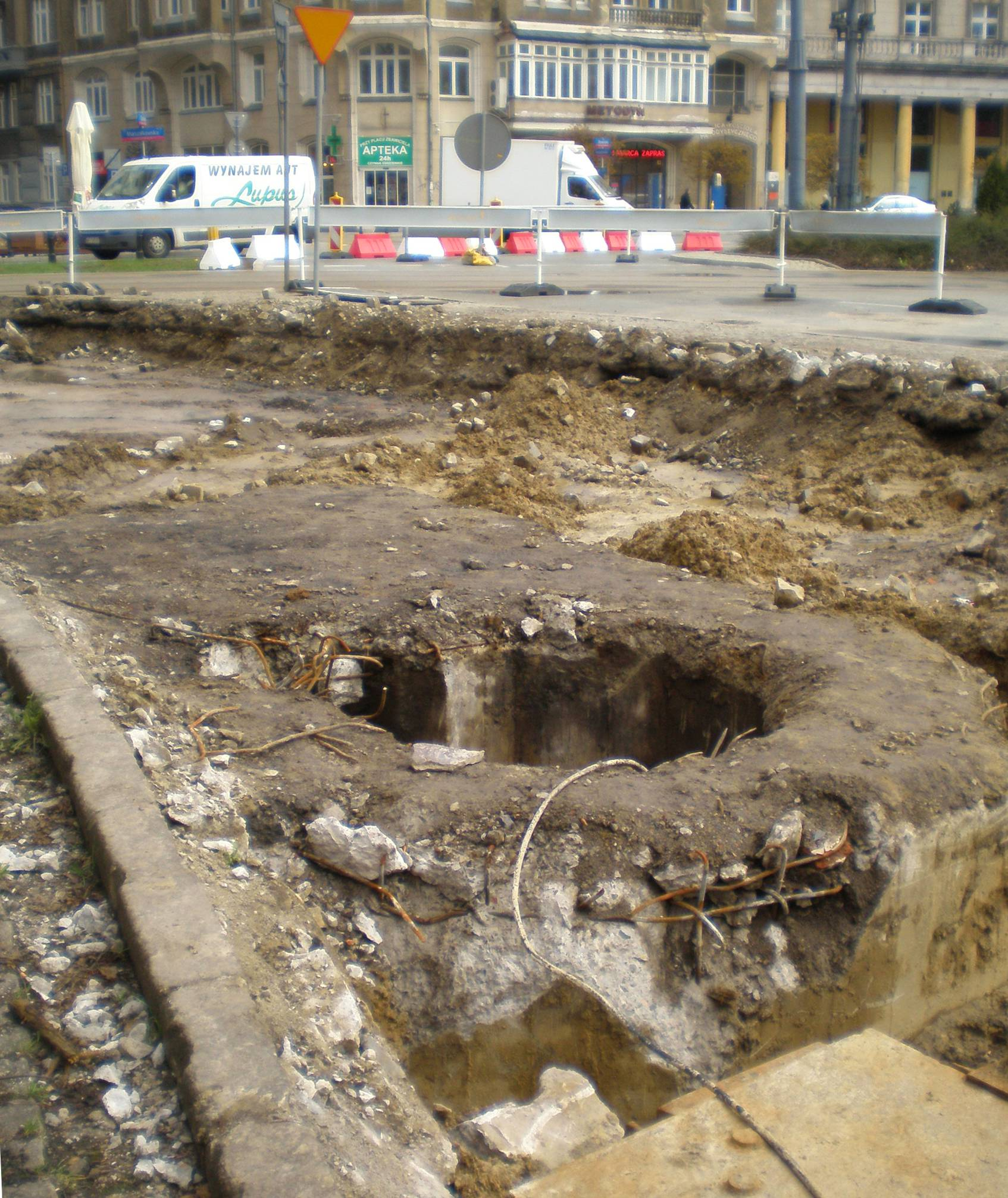
Tobruk odkryty na placu Zbawiciela